# Ulster Grand Prix 1963
De Ulster Grand Prix 1963 was de zevende Grand Prix van het wereldkampioenschap wegrace in het seizoen 1963. De races werden verreden op zaterdag 10 augustus op het Dundrod Circuit, een stratencircuit in County Antrim. De 50cc-klasse en de zijspanklasse kwamen niet aan de start. In de 350cc-klasse werd de wereldtitel beslist.

## Algemeen
De Ulster Grand Prix markeerde de terugkeer van Derek Minter, die was ingehuurd door Geoff Duke, maar die al voor aanvang van het seizoen bij een race op Brands Hatch gewond was geraakt. Duke wist drie machines te prepareren, waardoor Minter's vervanger Phil Read ook kon starten. Ook Jim Redman kwam terug van een blessure, maar hij had alleen de GP van België gemist.

## 500cc-klasse
Mike Hailwood won de 500cc-race. Hij reed ook de eerste ronde boven 100 mijl per uur op Dundrod (101,28 mph). Duke-Gilera-rijder John Hartle werd tweede voor zijn teamgenoot Derek Minter. Beste eencilinder-rijder werd opnieuw Alan Shepherd. Phil Read beëindigde zijn carrière bij Duke-Gilera feitelijk zelf door bij een val zijn machine af te schrijven. Er waren simpelweg niet genoeg Gilera 500 4C's meer over om hem later in het seizoen nog te laten rijden.
| Pos | Coureur         | Merk        | Tijd      | Pnt |
| --- | --------------- | ----------- | --------- | --- |
| 1   | Mike Hailwood   | MV Agusta   | 1:16"11'0 | 8   |
| 2   | John Hartle     | Duke-Gilera | +42'6     | 6   |
| 3   | Derek Minter    | Duke-Gilera | +2"04'8   | 4   |
| 4   | Alan Shepherd   | Matchless   | +2"39'8   | 3   |
| 5   | Ralph Bryans    | Norton      | +1 ronde  | 2   |
| 6   | Mike Duff       | Matchless   | +1 ronde  | 1   |
| 7   | Fred Stevens    | Norton      |           |     |
| 8   | Joe Dunphy      | Norton      |           |     |
| 9   | William McCosh  | Matchless   |           |     |
| 10  | Derek Woodman   | Matchless   |           |     |
| 11  | Dick Creith     | Norton      |           |     |
| 12  | Stuart Graham   | Matchless   |           |     |
| 13  | Ellis Boyce     | Norton      |           |     |
| 14  | Alf Shaw        | Norton      |           |     |
| 15  | Tommy Holmes    | Matchless   |           |     |
| 16  | Patsy McGarrity | Matchless   |           |     |
| 17  | Jimmy Jones     | Norton      |           |     |
| 18  | Rollie Stallard | Norton      |           |     |
| 19  | John Brown      | Norton      |           |     |
| 20  | John Meneely    | Norton      |           |     |

| Coureur        | Merk               | Oorzaak |
| -------------- | ------------------ | ------- |
| Jack Ahearn    | Norton             |         |
| Jack Findlay   | McIntyre-Matchless |         |
| Ernst Weiss    | Norton             |         |
| Chris Conn     | Norton             |         |
| George Purvis  | Matchless          |         |
| John Courtney  | Norton             |         |
| Phil Read      | Duke-Gilera        | Val     |
| Ray Turkington | Norton             |         |
| Roy Ingram     | Norton             |         |
| Syd Mizen      | Norton             |         |

| Coureur              | Merk      | Oorzaak |
| -------------------- | --------- | ------- |
| Benedicto Caldarella | Matchless | [ 1 ]   |
| Fabián Villavelran   | Norton    | [ 1 ]   |
| Jorge Kissling       | Norton    | [ 1 ]   |
| Victorio Minguzzi    | Matchless | [ 1 ]   |
| Ladi Richter         | Norton    |         |
| Gyula Marsovszky     | Matchless |         |
| Bill Smith           | Norton    |         |
| Vernon Cottle        | Norton    |         |
| Vasco Loro           | Norton    |         |
| Sven-Olof Gunnarsson | Norton    |         |
| Nikolaj Sevast'ânov  | CKEB      |         |
| Horacio Costa        | Norton    | [ 1 ]   |

### Top tien tussenstand 500cc-klasse
| Pos | Coureur       | Merk        | Pnt |
| --- | ------------- | ----------- | --- |
| 1   | Mike Hailwood | MV Agusta   | 24  |
| 2   | John Hartle   | Duke-Gilera | 20  |
| 3   | Phil Read     | Duke-Gilera | 16  |
| 4   | Alan Shepherd | Matchless   | 11  |
| 5   | Fred Stevens  | Norton      | 6   |
| 6   | Jack Ahearn   | Norton      | 5   |
| 7   | Mike Duff     | Matchless   | 4   |
| 7   | Derek Minter  | Duke-Gilera | 4   |
| 9   | Joe Dunphy    | Norton      | 2   |
| 9   | Ralph Bryans  | Norton      | 2   |

## 350cc-klasse
Met zijn vierde overwinning op rij was Jim Redman zeker van de wereldtitel in de 350cc-klasse. Mike Hailwood kon nog slechts drie overwinningen behalen en moest dan ook nog zes punten (streepresultaat) wegstrepen. Hailwood werd in deze race tweede, Luigi Taveri derde.
| Pos | Coureur       | Merk      | Tijd      | Pnt |
| --- | ------------- | --------- | --------- | --- |
| 1   | Jim Redman    | Honda     | 1:20"39'6 | 8   |
| 2   | Mike Hailwood | MV Agusta |           | 6   |
| 3   | Luigi Taveri  | Honda     |           | 4   |
| 4   | Mike Duff     | AJS       |           | 3   |
| 5   | Fred Stevens  | Norton    |           | 2   |
| 6   | Len Ireland   | Norton    |           | 1   |

| Coureur     | Merk        | Oorzaak    |
| ----------- | ----------- | ---------- |
| John Hartle | Duke-Gilera | Teambeleid |
| Phil Read   | Duke-Gilera | Teambeleid |

| Coureur              | Merk      |
| -------------------- | --------- |
| Jack Ahearn          | Norton    |
| František Šťastný    | Jawa      |
| Gustav Havel         | Jawa      |
| Pavel Slavíček       | Jawa      |
| Veikko Sulasaari     | Norton    |
| Alan Shepherd        | AJS       |
| Dan Shorey           | AJS       |
| Syd Mizen            | AJS       |
| Tommy Robb           | Honda     |
| Gilberto Milani      | Aermacchi |
| Remo Venturi         | Bianchi   |
| Sven-Olof Gunnarsson | Norton    |
| Nikolaj Sevast'ânov  | CKEB      |

### Top tien tussenstand 350cc-klasse
| Pos | Coureur           | Merk        | Pnt |                |
| --- | ----------------- | ----------- | --- | -------------- |
| 1   | Jim Redman        | Honda       | 32  | wereldkampioen |
| 2   | Mike Hailwood     | MV Agusta   | 12  |                |
| 3   | Luigi Taveri      | Honda       | 8   |                |
| 4   | František Šťastný | Jawa        | 7   |                |
| 5   | John Hartle       | Duke-Gilera | 6   |                |
| 5   | Remo Venturi      | Bianchi     | 6   |                |
| 7   | Phil Read         | Duke-Gilera | 4   |                |
| 7   | Gustav Havel      | Jawa        | 4   |                |
| 7   | Jack Ahearn       | Norton      | 4   |                |
| 7   | Mike Duff         | AJS         | 4   |                |

## 250cc-klasse
Jim Redman won de 250cc-race in Ulster, maar Tarquinio Provini bleef met zijn eencilinder Moto Morini een luis in de pels van Honda. Hij werd tweede met slechts zes seconden achterstand en bleef in de WK-stand dus ook dicht bij Redman. Tommy Robb werd derde. Het Yamaha-team, dat in drie GP's goed gepresteerd had met de RD 56-tweetakt, was door de fabriek weer teruggeroepen naar Japan.
| Pos | Coureur             | Merk      | Tijd      | Pnt |
| --- | ------------------- | --------- | --------- | --- |
| 1   | Jim Redman          | Honda     | 1:11"54'2 | 8   |
| 2   | Tarquinio Provini   | Morini    | + 6'2     | 6   |
| 3   | Tommy Robb          | Honda     | +33'2     | 4   |
| 4   | Kunimitsu Takahashi | Honda     | +2"33'2   | 3   |
| 5   | Jack Findlay        | Mondial   | + 1 ronde | 2   |
| 6   | Chris Anderson      | Aermacchi | + 1 ronde | 1   |

| Coureur          | Merk    | Oorzaak    |
| ---------------- | ------- | ---------- |
| Ivan Schumann    | NSU     | [ 1 ]      |
| Raúl Kissling    | NSU     | [ 1 ]      |
| Phil Read        | Yamaha  | Teambeleid |
| Umberto Masetti  | Morini  | [ 1 ]      |
| Fumio Ito        | Yamaha  | Teambeleid |
| Hiroshi Hasegawa | Yamaha  | Teambeleid |
| Yoshikazu Sunako | Yamaha  | Teambeleid |
| Carlos Marfetan  | Parilla | [ 1 ]      |

| Coureur          | Merk              |
| ---------------- | ----------------- |
| Luigi Taveri     | Honda             |
| Stanislav Malina | CZ                |
| Alan Shepherd    | MZ                |
| Bill Smith       | Honda             |
| John Kidson      | Cotton-Moto Guzzi |
| Mike Hailwood    | MZ                |
| László Szabó     | MZ                |
| Gilberto Milani  | Aermacchi         |
| Silvio Grassetti | Benelli           |
| Isamu Kasuya     | Honda             |
| Cas Swart        | Honda             |

### Top tien tussenstand 250cc-klasse
| Pos | Coureur             | Merk    | Pnt |
| --- | ------------------- | ------- | --- |
| 1   | Jim Redman          | Honda   | 34  |
| 2   | Tarquinio Provini   | Morini  | 30  |
| 3   | Fumio Ito           | Yamaha  | 20  |
| 3   | Tommy Robb          | Honda   | 20  |
| 5   | Yoshikazu Sunako    | Yamaha  | 9   |
| 6   | Kunimitsu Takahashi | Honda   | 7   |
| 7   | Luigi Taveri        | Honda   | 5   |
| 8   | Bill Smith          | Honda   | 4   |
| 9   | Silvio Grassetti    | Benelli | 3   |
| 9   | Hiroshi Hasegawa    | Yamaha  | 3   |

## 125cc-klasse
Met zijn overwinning in Ulster bouwde Hugh Anderson zijn voorsprong in het WK nog verder uit, temeer omdat zijn Suzuki-teamgenoot Bert Schneider concurrent Luigi Taveri met 0,8 seconde verschil wist te verslaan. Schneider reed ook de snelste ronde.
| Pos | Coureur             | Merk   | Tijd      | Pnt |
| --- | ------------------- | ------ | --------- | --- |
| 1   | Hugh Anderson       | Suzuki | 57:01"2'0 | 8   |
| 2   | Bert Schneider      | Suzuki | + 1"09'6  | 6   |
| 3   | Luigi Taveri        | Honda  | + 1"10'4  | 4   |
| 4   | Tommy Robb          | Honda  | + 1"49'2  | 3   |
| 5   | Kunimitsu Takahashi | Honda  | + 1"49'8  | 2   |
| 6   | Frank Perris        | Suzuki | + 2"01'2  | 1   |
| 7   | Jim Redman          | Honda  |           |     |

| Coureur      | Merk   | Oorzaak |
| ------------ | ------ | ------- |
| Ernst Degner | Suzuki |         |

| Coureur              | Merk    | Oorzaak |
| -------------------- | ------- | ------- |
| Alberto Gómez        | Zanella | [ 1 ]   |
| Aldo Caldarella      | Bultaco | [ 1 ]   |
| Héctor Pochettino    | Bultaco | [ 1 ]   |
| Horacio Maffia       | Ducati  | [ 1 ]   |
| Juan Carlos Salatino | Zanella | [ 1 ]   |

| Coureur              | Merk    |
| -------------------- | ------- |
| Mike Duff            | Bultaco |
| Stanislav Malina     | CZ      |
| Werner Musiol        | MZ      |
| Francisco González   | Bultaco |
| Jean-Pierre Beltoise | Bultaco |
| Alan Shepherd        | MZ      |
| Gary Dickinson       | Honda   |
| Peter Inchley        | EMC     |
| John Grace           | Bultaco |
| László Szabó         | MZ      |
| Giuseppe Visenzi     | Honda   |
| Mitsuo Itoh          | Suzuki  |

### Top tien tussenstand 125cc-klasse
| Pos | Coureur             | Merk   | Pnt |
| --- | ------------------- | ------ | --- |
| 1   | Hugh Anderson       | Suzuki | 44  |
| 2   | Luigi Taveri        | Honda  | 30  |
| 3   | Bert Schneider      | Suzuki | 19  |
| 4   | Frank Perris        | Suzuki | 16  |
| 5   | Jim Redman          | Honda  | 13  |
| 5   | Ernst Degner        | Suzuki | 13  |
| 7   | Tommy Robb          | Honda  | 8   |
| 8   | Kunimitsu Takahashi | Honda  | 6   |
| 9   | László Szabó        | MZ     | 4   |
| 10  | Peter Inchley       | EMC    | 3   |
| 10  | Giuseppe Visenzi    | Honda  | 3   |

1922 · 1923 · 1924 · 1925 · 1926 · 1927 · 1928 · 1929 · 1930 · 1931 · 1932 · 1933 · 1934 · 1935 · 1936 · 1937 · 1938 · 1939 · 1946 · 1947 · 1948 · 1949 · 1950 · 1951 · 1952 · 1953 · 1954 · 1955 · 1956 · 1957 · 1958 · 1959 · 1960 · 1961 · 1962 · 1963 · 1964 · 1965 · 1966 · 1967 · 1968 · 1969 · 1970 · 1971 · 1973 · 1974 · 1975 · 1976 · 1977 · 1978 · 1979 · 1980 · 1981 · 1982 · 1983 · 1984 · 1985 · 1986 · 1988 · 1989 · 1990 · 1991 · 1992 · 1993 · 1994 · 1995 · 1996 · 1997 · 1998 · 1999 · 2000 · 2001 · 2002 · 2003 · 2004 · 2005 · 2006 · 2007 · 2008 · 2009 · 2010 · 2011 · 2012 · 2013 · 2014 · 2015